# Джефф, живущий дома
«Джефф, живущий дома» (англ. Jeff, Who Lives at Home) — трагикомедийный фильм режиссёров братьев Джея Дюпласса и Марка Дюпласса.

## Сюжет
Действие фильма происходит в течение одного дня и рассказывает об одной семье — матери и двух взрослых сыновьях.

## В ролях
- Джейсон Сигел — Джефф
- Эд Хелмс — Пэт, его брат
- Джуди Грир — Линда, жена Пэта
- Сьюзан Сарандон — Шэрон, мать Джеффа и Пэта
- Эван Росс — Кевин
- Рэй Дон Чонг — Кэрол
- Стив Зисис — Стив

## Отзывы
Фильм получил положительные отзывы кинокритиков. На Rotten Tomatoes собрано 125 рецензий, 78 % — положительные, средний рейтинг составляет 6.7 из 10. Сайт Metacritic оценил фильм на 60 баллов из 100 на основе 36 обзоров.